# Željka Antunović
Željka Antunović (Virovitica, 15. rujna 1955.), hrvatska političarka.

## Životopis
Bila je vijećnica u Skupštini Grada Zagreba (od 1993. do 1995., te od 1997. do 1998.), a saborskom je zastupnicom izabrana u četiri saziva - 1995., 2000., 2003. i 2008.
Od 2000. do 2003. bila je potpredsjednica Vlade Republike Hrvatske za društvene 
djelatnosti i ljudska prava u kojoj je predsjedavala vladinim 
Povjerenstvima za ljudska prava i ravnopravnost spolova. Ministricom obrane imenovana je 2002. godine. 
U šestom sazivu Hrvatskog sabora izabrana je za potpredsjednicu Hrvatskog sabora iz redova oporbe.
Bila je članica Predsjedništva Hrvatske socijaldemokratske stranke, prije ujedinjenja te stranke sa SDP-om.
Bila je prva predsjednica Socijaldemokratskog foruma žena SDP-a, od 1995. do 1999.
Od 2000. izabrana za potpredsjednicu Socijaldemokratske partije, a od 2004. je zamjenica predsjednika stranke. 15. ožujka 2008. na sjednici Glavnog odbora stranke podnijela je ostavku na mjesto zamjenice predsjednika SDP-a zbog nezadovoljstva načinom rada predsjednika stranke Zorana Milanovića, a posebice „narušenim zajedništvom unutar stranke“ i odnosom SDP-a prema potencijalnim koalicijskim partnerima.